# Luděk Sefzig
Luděk Sefzig (ur. 15 lutego 1957 w Rokycanach) – czeski polityk, chirurg i samorządowiec, senator, poseł do Parlamentu Europejskiego V kadencji (2004).

## Życiorys
Ukończył medycynę na Uniwersytecie Karola w Pradze, uzyskał specjalizacje I i II stopnia w zakresie chirurgii. Zatrudniony w szpitalu w Rokycanach, otworzył również prywatną praktykę lekarską. Zaangażował się w działalność polityczną w ramach Obywatelskiej Partii Demokratycznej. W 1994 po raz pierwszy wybrany na radnego swojej rodzinnej miejscowości, uzyskiwał reelekcję na kolejne kadencje. W 2000 wybrany na senatora Republiki Czeskiej na sześcioletnią kadencję. Od 2003 pełnił funkcję obserwatora w Parlamencie Europejskim, od maja do lipca 2004 sprawował mandat eurodeputowanego V kadencji w ramach delegacji krajowej. W 2006 ponownie został członkiem Senatu, zasiadając w tej izbie do 2012.